# Adrian Smith (musicista)
Adrian Frederick Smith (Hackney, 27 febbraio 1957) è un chitarrista britannico noto per la sua militanza nel gruppo heavy metal Iron Maiden.

## Biografia
Figlio di un pittore, durante l'adolescenza Smith coltivò la passione per la musica e per il calcio. All'età di quindici anni, quando gli fu regalato l'album Machine Head dei Deep Purple, decise di emulare lo stile del chitarrista Ritchie Blackmore.
Nel 1972 insieme al suo amico di infanzia Dave Murray formò gli Evil Ways, nei quale ricoprì il doppio ruolo di chitarrista e cantante. Poco tempo dopo il gruppo si sciolse: Murray si unì agli Iron Maiden, mentre Smith formò gli Urchin con i restanti componenti degli Evil Ways. Murray fece brevemente ritorno negli Evil Ways nel 1977 a causa di dissidi con l'allora cantante degli Iron Maiden Dennis Wilcock, ma ritornò con questi ultimi una volta allontanato Wilcock. Adrian continuerà invece l’avventura con il suo gruppo, riscuotendo sempre maggior successo. Nel 1980 però, per cause ignote, la band si scioglie e Adrian si ritrova a militare per pochi mesi in alcuni gruppi emergenti: i Secret e i Broadway Brats.

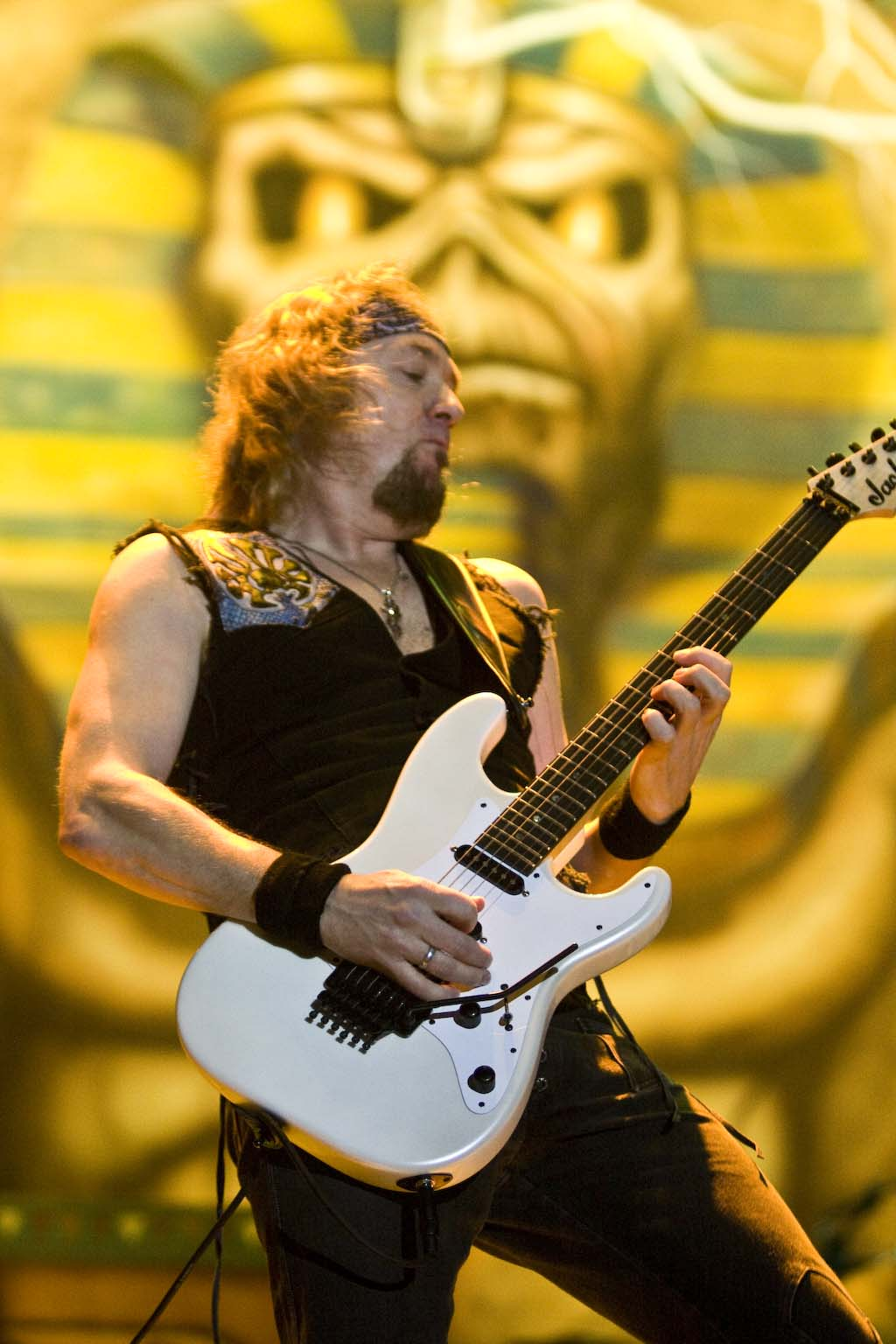
Adrian Smith in concerto il 26 febbraio 2008

Nel 1980 Murray gli chiese di entrare negli Iron Maiden per sostituire il chitarrista Dennis Stratton. Smith parteciperà pertanto alle registrazioni di Killers e inciderà con gli Iron Maiden sei album, militando nella band fino al 1990, quando lasciò il gruppo in seguito al tour di Seventh Son of a Seventh Son.
Durante il periodo di pausa tra il tour di Powerslave e la ripresa del lavoro con la band per la scrittura del successivo album Somewhere in Time, Nicko McBrain affittò uno studio dove poter suonare la batteria. Annoiato di dover suonare da solo chiamò alcuni amici per suonare insieme. Tra questi vi erano Dave Colwell, Andy Barnett e lo stesso Adrian Smith. Da queste jam session trae origine il brano Reach Out, scritto dallo stesso Colwell e con Adrian Smith alla voce. Tale brano fu poi inserito nel singolo Wasted Years dell'album Somewhere in Time dietro suggerimento di Steve Harris che ebbe occasione di ascoltarlo su una musicassetta dal vivo. Questo episodio è rimasto l'unico caso in cui il cantante Bruce Dickinson non ha ruolo di voce principale in un brano degli Iron Maiden, limitandosi al solo accompagnamento vocale durante il ritornello della canzone.
Nel 1989 Smith pubblica un disco solista con gli A.S.A.P. (Adrian Smith and Project) con cui incide l'album Silver and Gold. Poco dopo gli A.S.A.P. si sciolgono e lascia gli Iron Maiden, stanco di dover abbandonare la famiglia per lunghe tournée e deciso a provare nuove sonorità. Fonda allora nel 1992 un nuovo gruppo con il quale non inciderà nulla, gli Untouchables, dove oltre a suonare canta (come già con gli A.S.A.P.). Successivamente il gruppo cambia formazione e nome, prima in Adrian's Wall e poi in Psycho Motel e pubblica State of Mind nel 1995 e Welcome to the World 1997, entrambi fortemente influenzati da sonorità rock alternativo. 
Nel 1996 collabora anche a qualche canzone del primo disco solista dell'ex cantante degli Helloween, Michael Kiske, e l'anno seguente inizia a suonare la chitarra per il progetto solista di Bruce Dickinson, il quale aveva lasciato gli Iron Maiden nel 1994. Ritorna insieme ai Maiden nel 1999 quando si ricostituisce la formazione di Seventh Son of a Seventh Son con l'aggiunta del chitarrista Janick Gers, suo sostituto dal 1990.
Con i Primal Rock Rebellion, progetto nato con il cantante britannico Mikee Goodman, pubblicherà nel 2012 un album dal nome Awoken Broken.
Nel 2021 collabora con il musicista statunitense Richie Kotzen alla realizzazione dell'album Smith/Kotzen.

## Discografia

### Da solista
- 2021 – Smith/Kotzen (con Richie Kotzen)
- 2025 – Black Light/White Noise (con Richie Kotzen)

### Con gli Iron Maiden
- 1981 – Killers
- 1982 – The Number of the Beast
- 1983 – Piece of Mind
- 1984 – Powerslave
- 1986 – Somewhere in Time
- 1988 – Seventh Son of a Seventh Son
- 2000 – Brave New World
- 2003 – Dance of Death
- 2006 – A Matter of Life and Death
- 2010 – The Final Frontier
- 2015 – The Book of Souls
- 2021 – Senjutsu

### Con gli A.S.A.P.
- 1989 – Silver and Gold

### Con gli Psycho Motel
- 1995 – State of Mind
- 1997 – Welcome to the World

### Con i Primal Rock Rebellion
- 2012 – Awoken Broken

### Collaborazioni
- 1977 – Urchin
- 1983 – Earthshaker – Dark Angel
- 1985 – Hear 'n Aid – Stars
- 1989 – Rock Aid Armenia – The Earthquake Album – Smoke on the Water
- 1996 – Michael Kiske – Instant Clarity (brani The Calling e New Horizons)
- 1997 – Bruce Dickinson – Accident of Birth
- 1998 – Bruce Dickinson – The Chemical Wedding
- 1999 – Bruce Dickinson – Scream for Me Brazil
- 1999 – Humanary Stew: A Tribute to Alice Cooper
- 2005 – Welcome to the Nightmare: An All Star Salute to Alice Cooper